# صومعه آغجوتس
صومعه آغجوتس (ارمنی: Աղջոց վանք; انگلیسی: Aghjots Vank) شناخته با عنوان صومعه استپانوس مقدس گوغت (ارمنی: Գողթի Սուրբ Ստեփանոս վանք) یک صومعه حواری ارمنی واقع در استان آرارات، ارمنستان می‌باشد. ساخت و ساز این ساختمان سده ۱۳ام میلادی؛ به پایان رسید. این بنا به سبک معماری ارمنی طراحی شده‌است.

## نگارخانه

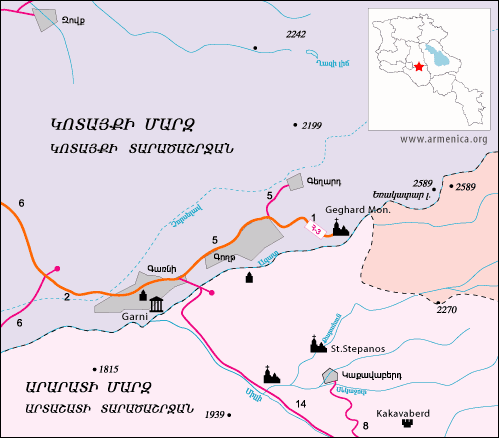